# Diego Coletti
Diego Coletti (Milão, 25 de setembro 1941) é o atual bispo-emérito católico de Como, Itália.

## Biografia
Nasceu em Milão em 1941 e foi ordenado padre em 1965. Em 1972 obteve o doutorado em Teologia na Pontifícia Universidade Gregoriana com a tese A Psicologia dinàmica em Hans Thome.
Entre 1985 e 1989 foi Assistente Regional da Ação Católica.
Em 13 de janeiro 2001 foi consagrado bispo de Livorno na Região Toscana, consacrante o Cardeal Carlos Maria Martini. Em 2 de dezembro 2006 o papa Bento XVI o nomeou novo Bispo de Como; ingressou solenemente na sua nova Catedral em 28 de janeiro 2007.